# Frederikke Dannemand

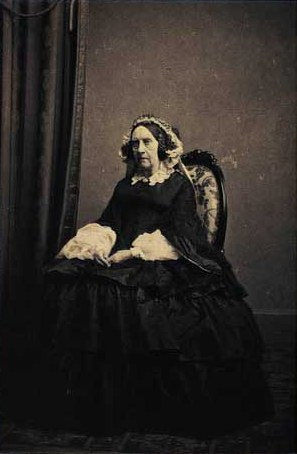
Frederikke Benedicte Dannemand

Frederikke Benedicte Dannemand, nata Bente Frederikke Mortensdatter Andersen Rafsted (6 agosto 1790 – 23 dicembre 1862), è stata una nobile danese, amante di Federico VI di Danimarca.

## Biografia
Divenne amante del Reggente principe ereditario Federico intorno al 1805.
Quando questi divenne re nel 1808, Frederikke venne alloggiata a Toldbodvej, dove riceveva quotidianamente la visita del suo amante reale.
Diede al re cinque figli:
- Louise Frederikke (16 aprile 1810 – 28 dicembre 1888), sposò 1836 Wilhelm von Zachariæ ed ebbe discendenti.
- Karoline Augusta (1812–1844), sposò nel 1837 Adolf Frederik Schack von Brockdorff, ed ebbe discendenza.
- Frederik Wilhelm (20 luglio 1813 – 12 marzo 1888), sposò prima nel 1840 Franziska von Scholten, poi nel 1845 Kristina Lovisa Schulin, e in terze nozze nel 1884 con Regine Vilhelmine Margrethe Laursen.
- Wilhelm Christian Andersen (27 marzo 1816 – 15 dicembre 1864), sposò nel 1845 Johanne Sophia Davidsen
- Frederik Valdemar (6 giugno 1819 – 4 marzo 1835).

Nel 1814 il re si assentò dovendosi recare a Vienna per presenziare allo storico Congresso; essendo stata informata che l'amante le era stato infedele, ella abbandonò l'abitazione e quando il re nel 1815 tornò in Danimarca la trovò incinta.
Nel 1818 la relazione fu ristabilita e nel 1819 nacque il loro ultimo figlio.
Nel 1829 il re la gratificò dello status spettante a un colonnello.